# عارف الحسيني
عارف الحسيني مهندس الكترونيات وفيزيائي وروائي فلسطيني من القدس، عمل في مجالات صناعية وهندسية عديدة نجح من خلالها بتسجيل عدة براءات اختراع، تم تصنيفه في قائمة أول 22 ريادي عربي، وتم انتخابه لاحقا كنائب رئيس فرع جمعية مهندسي الالكترونيات والكهرباء العالمية في فلسطين.

## حياته
في 4 سبتمبر 2012، شُكل مجلس إدارة المجلس الأعلى للإبداع والتميز للمرة الأولى، وعينه الرئيس محمود عباس عضوًا فيه حيث استمر حتى 3 فبراير 2018.
في 3 فبراير 2018، شُكل مجلس إدارة المجلس الأعلى للإبداع والتميز للمرة الثانية، وعينه الرئيس محمود عباس عضوًا فيه حيث استمر حتى 1 أبريل 2024.
في 1 أبريل 2024، شُكل مجلس إدارة المجلس الأعلى للإبداع والتميز للمرة الثالثة، وعينه الرئيس محمود عباس عضوًا فيه ولا يزال.

## مؤلفاته
صدر للحسيني العديد من الروايات والكتب منها:
- نص أشكنازي.
- كافر سبت.
- حرام نسبي.